# Pegomya granadensis
Pegomya granadensis är en tvåvingeart som beskrevs av Ackland 1977. Pegomya granadensis ingår i släktet Pegomya och familjen blomsterflugor.
Artens utbredningsområde är Spanien. Inga underarter finns listade i Catalogue of Life.